# Volkswagen Touran
Touran je kompaktni jednovolumen kojeg proizvodi i prodaje marka Volkswagen.
U ponudu tvrtke uvršten je početkom 2003. godine kao njezin drugi minivan nakon većeg Sharana, a izgrađen je na platformi pete generacije Golfa, te je na neki način bio najava njegovog dolaska godinu dana kasnije.
U serijskoj opremi Touran nudi 5 sjedala, ali je po želji moguće naručiti i dva dodatna, a na njegovoj se osnovi od proljeća 2004. proizvodi i nova generacija popularnog furgona Caddy, te na njemu baziran minivan Caddy Life koji se od Tourana razlikuje tek po povišenom krovu i drugačijim stražnjim svjetlima.
Od početka 2007. godine prodaje se redizajn Tourana. Iste godine proizvodi se luksuzniji CrossTouran.
Od 2010. godine proizvodi se druga generacija Tourana.

## Motori
Touran se oprema s četiri četverocilindarska motora, dva benzinska i dva dizelska.
- 1.6 MPI - benzinski sa 102 KS
- 1.6 FSI - benzinski sa 115 KS
- 1.8 TSI - benzinski sa 160 KS
- 2.0 FSI - benzinski sa 150 i 200 KS
- 1.6 TDI - dizelski s 90 i 105 KS
- 1.9 TDI - dizelski sa 105 KS
- 2.0 TDI - dizelski sa 140 i 170 KS

Jači benzinac moguće je naručiti i s automatskim mjenjačem sa šest brzina, a uz dizelaše je kao dodatnu opremu moguće dobiti sekvencijalni mjenjač DSG.

## Galerija
- Aktualni modeli
- facelift Tourana
- facelift Tourana
- CrossTouran
- CrossTouran
- VW Touran Hy-Motion

## Vanjske poveznice
- Volkswagen Hrvatska  Arhivirana inačica izvorne stranice od 13. travnja 2005. (Wayback Machine)